# Lithoxus
Genre
Lithoxus est un genre de poissons de la famille des Loricariidae et originaire d'Amérique du Sud tropicale.

## Liste d'espèces
Selon FishBase (19 novembre 2017) :
- Lithoxus boujardi Muller & Isbrücker, 1993
- Lithoxus bovallii (Regan, 1906)
- Lithoxus jantjae Lujan, 2008
- Lithoxus lithoides Eigenmann, 1912
- Lithoxus pallidimaculatus Boeseman, 1982
- Lithoxus planquettei Boeseman, 1982
- Lithoxus stocki Nijssen & Isbrücker, 1990
- Lithoxus surinamensis Boeseman, 1982

Auxquelles s'ajoutent :
- Lithoxus jariensis Silva, Covain, Oliveira & Roxo, 2017
- Lithoxus raso Silva, Covain, Oliveira & Roxo, 2017